# Divisió de Faizabad
La divisió de Ayodhya és una divisió administrativa de l'estat d'Uttar Pradesh a l'Índia. La capital és Faizabad. Està formada per quatre districtes: Faizabad, Ambedkar Nagar, Barabanki i Sultanpur. Anteriorment fou una divisió de l'Oudh a les Províncies Unides d'Agra i Oudh. La capital era a Faizabad. Tenia una superfície de 31.372 km² i la població era de: 5.905.367 (1869), 6.062.140 (1881), 6.794.272 (1891) i 6.855.991 (1901). La formaven els districtes entre el Gogra i el Ganges i era la tercera divisió en superfície de la província però la primera en població. Els hindús eren el 86% i els musulmans el 13,5%. Els districtes que la formaven eren sis: Faizabad, Barabanki, Sultanpur, Bahraich, Partabgarh i Gonda.